# سائو روی
سائو روی () (۲۰۴ یا ۲۰۵ – ۲۲ ژانویه ۲۳۹) , با نام محترم یوانژونگ، دومین امپراتور امپراتوری وی و پنجمین حاکم منطقه سائو وی بود.